# Abderrezak Bouhara
Abderrezak Bouhara, né en 1934 à Collo et mort le 10 février 2013 à Alger, est un moudjahid, ministre, sénateur et membre du conseil de la nation algérien.

## Biographie
Il fait des études au collège moderne et interrompt sa classe de terminale section-Math/élem du lycée d’Aumale à Constantine pour rejoindre l’Armée de libération nationale (ALN). De 1955 à 1977, il fait sa carrière dans l’armée comme officier de l’ALN puis à l’indépendance au sein de l’ANP, où il poursuit sa formation à l’école militaire de Homs en Syrie, il en sortira major de promotion. Il obtient une licence en sciences militaires de l’Académie de guerre du Caire et sera désigné comme premier officier de l’ANP en stage à l’Ecole d’État Major de Paris.
Successivement il est aide de camp du président Ben Bella en 1962, Chef d’Etat Major de la 3e Région Militaire à Béchar en 1964, attaché militaire aux ambassades de Paris (65) et de Moscou (68) entrecoupant cette période par le commandement de la brigade algérienne en mission sur le canal de Suez lors de la guerre israélo-arabe de 1967. Il occupe ensuite le poste d’ambassadeur à Hanoi pendant les bombardements américains sur cette ville et devient Wali d’Alger en 1975. en 1977, il met fin à sa carrière militaire avec le grade de lieutenant-colonel. Il sera ministre de la Santé en 1979 et occupera divers postes de dirigeant au sein du Parti du FLN jusqu’au 7e congrès.
Sénateur et membre du conseil de la nation depuis janvier 2004, il est l’auteur d’un livre autobiographique Les Viviers de la Libération en 2001.

## Itinéraire
|     | Wilaya                    | Début           | Fin          |
| 1er | Wali de la wilaya d'Alger | 17 janvier 1975 | 31 mars 1978 |